# آمالیا پطروسیان
آمالیا آرشاکی پطروسیان (ارمنی: Ամալյա Արշակի Պետրոսյան؛ انگلیسی: Amalia Petrossian؛ ۸ آوریل ۱۹۳۷) یک سیاستمدار و مورخ اهل ارمنستان است که از تاریخ ۱۹۹۵ تا تاریخ ۱۹۹۹ سمت را برعهده داشت.

## زندگی‌نامه
وی در ۸ آوریل ۱۹۳۷ در تفلیس به دنیا آمد و از دانشگاه دولتی ایروان و انستیتو تاریخ فرهنگستان ملی علوم ارمنستان فارغ‌التحصیل شد. 